# Diederichs Gelbe Reihe
Diederichs Gelbe Reihe ist eine im Eugen Diederichs Verlag begonnene, seit 1973 erschienene Buchreihe.

## Themen
Der Schwerpunkt der Reihe liegt auf Religion und Philosophie, Mythologie und Mystik der Völker. Die Reihe wurde später im Verlag Hugendubel fortgesetzt. Einen Schwerpunkt bildet zudem Asien, insbesondere die Philosophie und Kultur Chinas, dessen Grundpfeiler die älteren Übersetzungen konfuzianischer und daoistischer Klassiker des Sinologen Richard Wilhelm sind. Bislang sind über 180 Bände erschienen, davon einige als Diederichs Gelbe Reihe Magnum im Großformat.

## Übersicht
- 001 I Ging : Text und Materialien; aus dem Chinesischen übersetzt von Richard Wilhelm; Diederichs 1973, c1924 Diederichs gelbe Reihe 1 . China im Umbruch / herausgegeben von Wolfgang Bauer
- 002 Richard Wilhelm : Botschafter zweier Welten; Auswahl und Einleitung von Wolfgang Bauer; Diederichs 1973 Diederichs gelbe Reihe 2 . China im Umbruch / herausgegeben von Wolfgang Bauer
- 003 Ta T'ung Shu: das Buch von der großen Gemeinschaft; Kang Yu-wei ; [aus dem Englischen übersetzt von Horst Kube]; Diederichs 1974, c1958 Diederichs gelbe Reihe 3 . China im Umbruch / herausgegeben von Wolfgang Bauer
- 004 Das Jahr im Dorf Glückseligkeit : Bericht eines chinesischen Intellektuellen nach der Kulturrevolution; Jack Chen; aus dem Englischen übersetzt von Horst Kube; Diederichs 1974, c1973 Diederichs gelbe Reihe 4 . China im Umbruch / herausgegeben von Wolfgang Bauer
- 005 Han Shan : 150 Gedichte vom Kalten Berg; Han-Shan-Shih ; aus dem Chines. übersetzt, kommentiert und eingeleitet von Stephan Schuhmacher; Diederichs 1984 4. Aufl Diederichs gelbe Reihe 5 . China
- 006 Das Totenbuch der Tibeter; eine neue Übersetzung aus dem Tibetischen mit Kommentar von Francesca Fremantle und Chögyam Trungpa ; ins Deutsche übertragen von Stephan Schumacher; E. Diederichs 1977 2., überarbeitete Aufl Diederichs gelbe Reihe DG6 . Tibet
- 007 Der Weg zum Selbst : Lehre und Leben des Shrî Ramana Maharshi; Heinrich Zimmer ; [mit einer Einleitung von Günther Mehren]; Diederichs 1976 Neuausg., 2., durchgesehene Aufl Diederichs gelbe Reihe DG7 . Indien
- 008 Pfad zur Erleuchtung : das Kleine, das Große und das Diamant-Fahrzeug; übersetzt und herausgegeben von Helmuth von Glasenapp; Diederichs [1974?], c1956 Diederichs gelbe Reihe 8 . Indien
- 009 Mo Ti: Solidarität und allgemeine Menschenliebe; übersetzt und herausgegeben von Helwig Schmidt-Glintzer; Diederichs 1975 Diederichs gelbe Reihe 9 . China
- 010 Mo Ti: Gegen den Krieg; übersetzt und herausgegeben von Helwig Schmidt-Glintzer; Diederichs 1975 Diederichs gelbe Reihe 10 . China
- 011 Chinesische Comics : Gespenster, Mörder, Klassenfeinde; übersetzt und eingeleitet von Wolfgang Bauer; 1976 Diederichs gelbe Reihe 11 . China im Umbruch / herausgegeben von Wolfgang Bauer
- 012 Sinn des I Ging; Hellmut Wilhelm; Diederichs 1984 6. Aufl Diederichs gelbe Reihe 12 . China
- 013 Der tibetische Buddhismus; Geshe Lhündub Söpa, Jeffrey Hopkins ; mit einem Vorwort des Dalai Lama ; [aus dem Englischen übersetzt von Burkhard Quessel]; Diederichs 1984 3. Aufl Diederichs gelbe Reihe 13 : Tibet
- 014 Dschuang Dsi : Das wahre Buch vom südlichen Blütenland; aus dem Chinesischen übertragen und erläutert von Richard Wilhelm; Diederichs 1984 Diederichs gelbe Reihe 14 . China
- 015 Upanishaden : die Geheimlehre der Inder; [übertragen und eingeleitet von Alfred Hillebrandt]; Eugen Diederichs c1977 Diederichs gelbe Reihe 15, Indien
- 016 Mahabharata : Indiens großes Epos, aus dem Sanskrit übersetzt und zusammengefasst von Biren Roy; E. Diederich 1984, c1961 Diederichs gelbe Reihe 16 . Indien
- 017 Über den Rand des tiefen Canyon : Lehren indianischer Schamanen; herausgegeben von Dennis und Barbara Tedlock ; [aus dem Englischen übersetzt von Jochen Eggert]; E. Diederichs 1980, c1975 2. Aufl Diederichs gelbe Reihe 17 . Nordamerika
- 018 Popol Vuh : das Buch des Rates : Mythos und Geschichte der Maya; aus dem Quiché übertragen und erläutert von Wolfgang Cordan; E. Diederichs 1984 4. Aufl Diederichs gelbe Reihe 18 . Indianer
- 019 Tao te king : das Buch des Alten vom Sinn und Leben; Laotse ; übersetzt und mit einem Kommentar von Richard Wilhelm; Diederichs 1985 Erw. Neuausgabe Diederichs gelbe Reihe 19 . China
- 020 Rumi : ich bin Wind und du bist Feuer : Leben und Werk der Großen Mystikers; Annemarie Schimmel; 1991 7. Aufl Diederichs gelbe Reihe 20 . Islam
- 021 Bhagavadgita . Aschtavakragita : Indiens heilige Gesänge; Diederichs 1992, c1978 7. Aufl Diederichs gelbe Reihe 21 : Indien
- 022 Gespräche : Lun Yü; Kungfutse ; aus dem Chinesischen übertragen und herausgegeben von Richard Wilhelm; Diederichs 1985 Diederichs gelbe Reihe 22 ; China
- 023 Das Elixier der Glückseligkeit; Al Ghasâli; Diederichs 1984 3. Aufl Diederichs gelbe Reihe 23 . Islam
- 024 Und Manitu erschuf die Welt : Mythen und Visionen der Ojibwa; Basil Johnston ; [Aus dem Englischen übersetzt von Jochen Eggert]; Diederichs 1984 3. Aufl Diederichs gelbe Reihe 24 . Indianer
- 025 Frühling und Herbst des Lü Bu We; aus dem Chinesischen übertragen und herausgegeben von Richard Wilhelm; Diederichs 1979 Neuausgabe Diederichs gelbe Reihe 25 . China
- 026 Der Weg zum anderen Ufer : die Spiritualität der Upanishaden; Henri Le Saux (Swami Abhishiktananda); [aus dem Französischen übersetzt von Bettina Bäumer]; Diederichs 1980 1. Aufl Diederichs gelbe Reihe 26 . Indien
- 027 Die Sufis : Botschaft der Derwische, Weisheit der Magier; Idries Shah ; aus dem Englischen von Jochen Eggert und Stephan Schumacher; Diederichs 1991 8. Auf. Diederichs gelbe Reihe 27 . Islam
- 028 Das wahre Buch vom quellenden Urgrund : die Lehren der Philosophen Liä Yü Kou und Yang Dschu; Liä Dsï ; aus dem Chinesischen übertragen und erläutert von Richard Wilhelm; E. Diederichs 1981 Diederichs gelbe Reihe 28 . China
- 029 Tantra in Tibet : das geheime Mantra des Tsong-ka-pa; Jeffrey Hopkins (Hrsg.) ; eingeleitet vom 14. Dalai Lama ; übersetzt von Burkhard Quessel; Eugen Diederichs Verlag 1980 Diederichs gelbe Reihe 29 . Tibet
- 030 Tao, Zen und schöpferische Kraft; Chang Chung-yuan; 1983 3. Aufl. Diederichs gelbe Reihe 30
- 031 Li Gi : das Buch der Riten, Sitten und Gebräuche; aus den Chinesischen übersetzt und herausgegeben von Richard Wilhelm; Diederichs 1981 Neuausgabe Diederichs gelbe Reihe 31 . China
- 032 Und Muhammad ist sein Prophet : die Verehrung der Propheten in der islamischen Frömmigkeit; Annemarie Schimmel; Diederichs 1989 2., verbesserte Aufl Diederichs gelbe Reihe 32. Islam
- 033 Indische Mythen und Symbole : Schlüssel zur Formenwelt des Göttlichen; Heinrich Zimmer ; aus dem Englischen übertragen von Ernst Wilhelm Eschmann; Diederichs 1981 Neuausg Diederichs gelbe Reihe 33 . Indien
- 034 Eintritt in das Leben zur Erleuchtung (Bodhicaryāvatāra) : Lehrgedicht des Mahāyāna; Śāntideva ; aus dem Sanskrit übersetzt von Ernst Steinkellner; E. Diederichs c1981 1. Aufl Diederichs gelbe Reihe 34. Indien
- 035 Der Sohar : das heilige Buch der Kabbala; nach dem Urtext ausgewählt, übertragen und herausgegeben von Ernst Müller; E. Diederichs c1982 Auf der Grundlage der Ausgabe Wien 1932 neu ediert Diederichs gelbe Reihe 35 . Judaica
- 036 Schulgespräche = Gia Yü; Kungfutse ; aus dem Chinesischen übersetzt von Richard Wilhelm ; herausgegeben von Hellmut Wilhelm; E. Diederichs Verlag 1997 2. Aufl. der Neuausg. Diederichs gelbe Reihe 36 ; China
- 037 Gärten der Erkenntnis : Texte aus der islamischen Mystik; übertragen von Annemarie Schimmel; E. Diederichs 1982 1. Aufl Diederichs gelbe Reihe 37, Islam
- 038 Jenseits der weissen Wolken : die Gedichte des Weisen vom Südgebirge; Wang Wei ; aus dem Chinesischen übertragen und herausgegeben von Stephan Schuhmacher; Diederichs 1982 1. Aufl Diederichs gelbe Reihe 38 ; China
- 039 Die Kopten : Leben und Lehre der frühen Christen in Ägypten; Emma Brunner-Traut; E. Diederichs c1982 1. Aufl Diederichs gelbe Reihe 39. Christentum
- 040 Orpheus : altgriechische Mysterien; aus dem Urtext übertragen und erläutert von J.O. Plassmann; Nachwort von Fritz Graf; E. Diederichs c1982 Neuausg Diederichs gelbe Reihe Antike
- 041 Stufen zur Unsterblichkeit : Tod, Zwischenzustand und Wiedergeburt im tibetischen Buddhismus; Yang-dschen-ga-wä-lo-drö ; herausgegeben von Lati Rinpoche und Jeffrey Hopkins ; mit einem Vorwort des 14. Dalai Lama ; aus dem Englischen von Matthias Dehne; Diederichs 1983 1. Aufl Diederichs gelbe Reihe 41 . Tibet
- 042 Mong Dse : Die Lehrgespräche des Meisters Meng Kʿo; aus dem Chinesischen übertragen und erläutert von Richard Wilhelm; Diederichs 1982 Neuausgabe Diederichs gelbe Reihe 42 . China
- 043 I-ging für Fortgeschrittene : Strukturen, Kräfte, Kombinationen; Diana Farington Hook aus dem Englischen von Matthias Dehne; Diederichs 1983 1. Aufl Diederichs gelbe Reihe 43 . China
- 044 Die Kultur des Zen; Thomas Hoover ; übersetzt von Frank Meyer; E. Diederichs 1990, c1977 4. Aufl Diederichs gelbe Reihe 44 ; Japan
- 045 Ramayana : die Geschichte vom Prinzen Rama, der schönen Sita und dem grossen Affen Hanuman; Ins Deutsche übertragen von Claudia Schmölders ; mit einem Nachwort von Günter Metken; Diederichs 1996 6. Aufl Diederichs gelbe Reihe 45 . Indien
- 046 Germanische Götterlehre; herausgegeben und mit mythologischem Wörterbuch versehen von Ulf Diederichs; E. Diederichs 1997 , c1984 6. Aufl. Diederichs gelbe Reihe 46 ; Alt-Island
- 047 Die Schamanen : Jagdhelfer und Ratgeber, Seelenfahrer, Künder und Heiler; Hans Findeisen, Heino Gehrts; E. Diederichs 1983 1. Aufl Diederichs gelbe Reihe 47. Sibirien
- 048 Ein Kosmos im Regenwald : Mythen und Visionen der Lakandonen-Indianer; herausgegeben von K'ayum Ma'ax und Christian Rätsch; Diederichs 1984 1. Aufl Diederichs gelbe Reihe 48 . Indianer

- 050 Geschichten aus dem Schahnameh; Firdausi ; ausgewählt und übertragen von Uta von Witzleben; Eugen Diederichs Verlag, Düsseldorf und Köln 1960 (= Diederichs Taschenausgaben, 21); Diederichs 1984 Neuausg. Diederichs gelbe Reihe 50 . Persien
- 051 Erfahrungen mit dem I-Ging : vom kreativen Umgang mit dem Buch der Wandlungen; [herausgegeben von Ulf Diederichs]; Diederichs 1984 1. Aufl Diederichs gelbe Reihe 51 . China
- 052 Das Mysterium der Zahl : Zahlensymbolik im Kulturvergleich; Franz Carl Endres, Annemarie Schimmel; E. Diederichs 1984 1. Aufl. Diederichs gelbe Reihe 52. Weltkulturen
- 053 Die Bruderschaft der Rosenkreuzer : esoterische Texte; Johann Valentin Andreae ; herausgegeben von Gerhard Wehr; E. Diederichs 1984 1. Aufl Diederichs gelbe Reihe 53 . Christentum
- 054 Nordische Nibelungen : die Sagas von den Völsungen, von Ragnar Lodbrok und Hrolf Kraki; aus dem Altnordischen übertragen von Paul Herrmann; E. Diederichs Verlag 1985 Neuausg Diederichs gelbe Reihe 54 : Alt-Island
- 055 Tarot als Selbsterfahrung; Mary Steiner-Geringer; Diederichs 1985 1. Aufl Diederichs gelbe Reihe 55 . Alte Welt
- 056 Chinesische Heilkräuter; Albert Y. Leung ; aus dem Amerikanischen übersetzt von Angelika Feilhauer; Eugen Diederichs 1985, c1984 Diederichs gelbe Reihe 56 . China
- 057 Chactun, die Götter der Maya : Quellentexte, Darstellung und Wörterbuch; herausgegeben von Christian Rätsch; E. Diederichs 1986 1. Aufl Diederichs gelbe Reihe 57 . Indianer
- 058 Tao Yuanming, Der Pfirsichblütenquell. Gesammelte Gedichte. Diederichs 1985. (Diederichs Gelbe Reihe 58)

- 060 Dschingis Khan, ein Weltreich zu Pferde : das Buch vom Ursprung der Mongolen; herausgegeben von Walther Heissig ; mit fünfzehn Zeichnungen von Gongpo Ronge und einem Frontispiz; Diederichs 1985, c1981 Neuausg Diederichs gelbe Reihe 60 . Mongolei
- 061 Der Taoismus oder die Suche nach Unsterblichkeit; John Blofeld ; aus dem Englischen übersetzt von Wolfgang Höhn und Leo Wagner; Diederichs 1986 1. Aufl Diederichs gelbe Reihe 61 : China
- 062 Ursprung und Praxis des Tarot; Alfred Douglas ; aus dem Englischen übersetzt von Günter Hager; Diederichs 1986 1. Aufl Diederichs gelbe Reihe 62 : Alte Welt
- 063 Muntu : die neoafrikanische Kultur : Blues, Kulte, Négritude, Poesie und Tanz; Janheinz Jahn ; [herausgegeben von Ulla Schild]; E. Diederichs 1986 Neuausg. Diederichs gelbe Reihe 63
- 064 Geheimnis der goldenen Blüte : das Buch von Bewußtsein und Leben; Richard Wilhelm, C.G. Jung ; aus dem Chinesischen übersetzt und erläutert von Richard Wilhelm ; mit einem europäischen Kommentar von C. G. Jung; E. Diederichs 1987 Diederichs gelbe Reihe 64 . China
- 065 Astrologie des I Ging; nach dem Ho Lo Li Schu herausgegeben von Wen Kuan Chu und Wallace A. Sherrill ; aus dem Englischen übersetzt von Matthias Dehne; Eugen Diederichs 1986 Neuausg Diederichs gelbe Reihe 65 . China
- 066 Śukasaptati = Das indische Papageienbuch; aus dem Sanskrit übersetzt von Wolfgang Morgenroth; Diederichs 1986 1. Aufl Diederichs gelbe Reihe 66 . Indien
- 067 Abenteuer und Fahrten der Seele : ein Schlüssel zu indogermanischen Mythen; Heinrich Zimmer; E. Diederichs 1987 Neuausgabe Diederichs gelbe Reihe 67. Weltkulturen
- 068 Lexikon chinesischer Symbole : die Bildsprache der Chinesen; Wolfram Eberhard; E. Diederichs 1987, c1983 Diederichs gelbe Reihe 68
- 069 Grosser Weisser Falke : der Lebenskreis eines Ojibwa; Basil Johnston ; aus dem Englischen übersetzt von Jochen Eggert; E. Diederichs 1987 1. Aufl Diederichs gelbe Reihe 69 . Indianer
- 070 Die Narten. Söhne der Sonne. Mythen und Heldensagen der Skythen, Sarmaten und Osseten. Übers. u. hrsg. v. André Sikojev. (Diederichs Gelbe Reihe). Köln: Diederichs 1985.
- 071 Indianische Heilkräuter : Tradition und Anwendung ; ein Pflanzenlexikon; Christian Rätsch; E. Diederichs 1987 1. Aufl Diederichs gelbe Reihe 71 . Indianer
- 072 Die Monde des I Ging : Symbolschöpfung und Evolution im Buch der Wandlungen; Frank Fiedeler; E. Diederichs 1988 1. Aufl Diederichs gelbe Reihe 72 . China
- 073 Der historische Buddha : Leben und Lehre des Gotama; Hans Wolfgang Schumann; E. Diederichs 1988 Neuausgabe Diederichs gelbe Reihe 73 . Indien
- 074 Mystische Schriften; Heinrich Seuse, Johannes Tauler ; Werkauswahl von Winfried Zeller, herausgegeben von Bernd Jaspert; Eugen Diederichs c1988 Erweiterte Neuausgabe Diederichs gelbe Reihe DG 74 . Deutsche Mystik
- 075 Das Buch der Amulette und Talismane; R. H. Laarss; E. Diederichs c1988 Diederichs gelbe Reihe 75 . Magie
- 076 Wegweiser zur Gesundheit : die Kraft des Ayurveda; Mahatma Gandhi. mit Beitragen von Rocque Lobo u. Ettore Levi; Diederichs 1988 Neuausg Diederichs gelbe Reihe 76
- 077 Das Buch der wahren Praktik in der göttlichen Magie : vergleichende Textausgabe mit Kommentar; Abraham von Worms ; herausgegeben von Jürg von Ins; Diederichs 1988 1. Aufl Diederichs gelbe Reihe 77
- 078 Zen als Lebenspraxis; Robert Aitken ; mit einem Vorwort von Gary Snyder ; aus dem Amerikanischen von Christian Quatmann; Eugen Diederichs 1993 4. Aufl. Diederichs gelbe Reihe 78 . Japan
- 079 Ethik des Zen; Robert Aitken ; aus dem amerikanischen von Christian Quartmann; Eugen Diederichs 1989, c1984 1. Aufl. Diederichs gelbe Reihe
- 080 Das arabische Traumbuch des Ibn Sirin; aus dem Arabischen übersetzt und kommentiert von Helmut Klopfer ; mit einem Essay über Traumbücher von Michael Lackner; Diederichs 1989 Diederichs gelbe Reihe 80 , Arabien
- 081 Der Kristallweg : die Lehre über Sutra, Tantra und Dzogchen; Namkhai Norbu ; herausgegeben von John Shane ; aus dem Englischen von Eva Pampuch; Diederichs 1989, c1986 1. Aufl Diederichs gelbe Reihe 81
- 082 Muhammad Iqbal, prophetischer Poet und Philosoph; Annemarie Schimmel; E. Diederichs c1989 1. Aufl Diederichs gelbe Reihe 82. Islam
- 083 Das Tao der Symbole; James N. Powell ; aus dem Englischen von Hans-Ulrich Möhring; Eugen Diederichs 1989 Diederichs gelbe Reihe 83. Weltkulturen
- 084 Der Zyklus von Tag und Nacht : die praktischen Übungen des Ati-Yoga; Namkhai Norbu : aus dem Englischen von Jule B. Becker; Diederichs c1990 Diederichs gelbe Reihe 84
- 085 Vom Wesen der indischen Philosophie; M. Hiriyanna ; aus dem Englischen übersetzt, mit einer Einleitung, zusätzlichen Anmerkungen und einer Bibliographie versehen von Karl-Heinz Golzio; Diederichs c1990 1. Aufl. Diederichs gelbe Reihe 85
- 086 Im Garten der schönen Shin : die lästerlichen Gedichte des Zen-Meisters «Verrückte Wolke»; Ikkyu Sôjun ; aus dem Japanischen übersetzt, kommentiert und eingeleitet von Shuichi Kato und Eva Thom; Diederichs 1990 Neuausg Diederichs gelbe Reihe 86
- 087 Mythen des alten China; Chantal Zheng : aus dem Französischen von Frank Fiedeler; Diederichs c1990 Diederichs gelbe Reihe 87
- 088 Traum und Karma im Ayurveda : Philosophie und Praxis; Rocque Lobo; Diederichs c1990 Diederichs gelbe Reihe 88
- 089 Sufis und Heilige im Maghreb; Uwe Topper; E. Diederichs c1991 Diederichs gelbe Reihe 89 . Islam
- 090 Die Lehren des Meister Dōgen : der Schatz des Sōtō-Zen; Taisen Deshimaru ; aus dem Französischen von Regina Krause; Eugen Diederichs c1991 Diederichs gelbe Reihe 90 Japan
- 091 Weisheit der Völker : Lesebuch aus drei Jahrtausenden; hrsg. von Ingrid Holzhausen; Eugen Diederichs c1991 Diederichs gelbe Reihe 91. Weltkulturen
- 092 Der Buddha im Reinen Land : Shin-Buddhismus in Japan; Volker Zotz; Diederichs c1991 Diederichs gelbe Reihe 92
- 093 Buddhistische Glückssymbole im tibetischen Kulturraum : eine Untersuchung der neun bekanntesten Symbolgruppen; Loden Sherap Dagyab Rinpoche; E. Diederichs 1995, c1992 2. Aufl Diederichs gelbe Reihe 93 Indien
- 094 Von der Liebe des Himmels zu den Menschen; Mo Ti; aus dem Chinesischen übersetzt und hersg. von Helwig Schmidt-Glintzer; Eugen Diederichs c1992 Diederichs gelbe Reihe 94 China
- 095 Weg zur Erleuchtung : Visionen eines modernen keltischen Sehers; George William Russell A.E. ; Aus dem Englischen übersetzt und hrsg. von Sylvia Botheroyd; Eugen Diederichs c1992 Diederichs gelbe Reihe 95 Irland
- 096 Gnosis: vom Wissen göttlicher Geheimnisse; Benjamin Walker ; aus dem Englischen von Clemens Wilhelm; Eugen Diederichs c1992 Diederichs gelbe Reihe 96 Weltkulturen
- 097 Ideal und Wirklichkeit des Islam; Seyyed Hossein Nasr ; aus dem Englischen von Clemens Wilhelm ; bearbeitet von Jost G. Blum; Eugen Diederichs c1993 Diederichs gelbe Reihe 97 Islam
- 098 Das Weisheitsbuch des Zen : Koans aus dem Bi-Yän-Lu; ausgewählt, bearbeitet und im Sinn des Zen erläutert von Achim Seidl auf der Grundlage von Wilhelm Gunderts Übertragung aus dem Chinesischen; Eugen Diederichs c1993 Diederichs gelbe Reihe 98 China
- 099 Buddhismus : Stifter, Schulen und Systeme; Hans Wolfgang Schumann; Eugen Diederichs c1993 Diederichs gelbe Reihe 99 Indien
- 100 Mystische Zeugnisse aller Zeiten und Volker; gesammelt von Martin Buber ;Peter Sloterdijk (Hrsg.); Eugen Diederichs c1993 Diederichs gelbe Reihe 100 Weltkulturen
- 101 Sufismus für den Alltag; Omar Ali-Schah ; aus dem Englischen von Clemens Wilhelm Bearbeitet von Kathleen Göpel; Eugen Diederichs c1993 Diederichs gelbe Reihe 101 Islam
- 102 Von Ali bis Zahra : Namen und Namengebung in der islamischen Welt; Annemarie Schimmel; Eugen Diederichs c1993 Diederichs gelbe Reihe 102 Islam
- 103 R. Ritskes, Rients: Zen für Manager. (Diederichs Gelbe Reihe (Reihenkürzel: DIGE), (TBA-Kürzel: 0046)) Diederichs, 1992.
- 104 Schöpfungsmythen der östlichen Welt; Barbara C. Sproul ; [aus dem Amerikanischen von Konrad Dietzfelbinger]; Eugen Diederichs c1993 Diederichs gelbe Reihe 104. Weltkulturen
- 105 Schöpfungsmythen der westlichen Welt; Barbara C. Sproul ; [aus dem Amerikanischen von Konrad Dietzfelbinger]; E. Diederichs c1994 Diederichs gelbe Reihe 105 . Weltkulturen
- 106 Vom Wandel des Geistes : buddhistische Unterweisungen eines tibetischen Lamas / Geshe Thubten Ngawang. Mit einem Vorw. des Dalai Lama. Aus dem Tibet. von Christof Spitz 2. Aufl. d. überarb. und aktualis. Neuausg.: München : Diederichs, 1997
- 107 Veden Upanishaden Bhagavadgita. Die drei Äste am Lebensbaum Indiens; Sri Chinmoy; Übersetzt, bearbeitet und eingeleitet: Jyotishman Franz, Dam; (c) 1994; Verlag: Diederichs 2000
- 108 Traumleben. Überlieferte Traumdeutung. 4 Bde., München 1979–1981; Taschenbuchausgabe: Kabbala im Traumleben des Menschen, Diederichs Gelbe Reihe 108, München 1994
- 109 Das Leben nach dem Tod in den großen Kulturen / Dominique Viseux. Aus dem Franz. von Clemens Wilhelm; Viseux, Dominique; München : Diederichs, 1994; Diederichs gelbe Reihe ; 109 :
- 110 Die Reise nach Westen oder wie Hsüan-tsang den Buddhismus nach China holte / René Grousset. Aus dem Franz. von Peter Fischer … Mit einer Einl. von Helwig Schmidt-Glintzer; Grousset, René; München : Diederichs, 1994; Diederichs’ gelbe Reihe ; 110
- 111 Durchbruch zum Herzen des Zen; Dennis Genpo Merzel ; aus dem Amerikanischen von Christian Quatmann; E. Diederichs c1994 Diederichs gelbe Reihe 111
- 112 Åke Hultkrantz: Schamanische Heilkunst und rituelles Drama der Indianer Nordamerikas / Åke Hultkrantz. Aus dem Englischen von Konrad Dietzfelbinger. – München : Diederichs, 1994. (Diederichs’ gelbe Reihe ; 112)
- 113 Jenseits dieser Welt : außerweltliche Reisen von Gilgamesch bis Albert Einstein / I. P. Couliano. Aus dem Englischen von Clemens Wilhelm. – München : Diederichs, 1995. (Diederichs gelbe Reihe ; 113 : Weltkulturen)
- 114 Mahāyāna-Buddhismus : das große Fahrzeug über den Ozean des Leidens; Wolfgang Schumann; E. Diederichs 1995 Überarb. Neuausg Diederichs gelbe Reihe 114. Indien
- 115 Rätsch, Christian, Heilkräuter der Antike in Ägypten, Griechenland und Rom : Mythologie und Anwendung einst und heute, Diederichs gelbe Reihe ; 115 : Antike, München : Diederichs, 1995.
- 116 Spirituelle Meister des Westens. Leben und Lehre, Diederichs (Gelbe Reihe 116), München 1995
- 117 Über innere Grenzen. Initiation in Schamanismus, Kunst, Religion und Psychoanalyse. Hartmut Kraft Diederichs gelbe Reihe 177, 1995
- 118 Geschichte des Taoismus / Isabelle Robinet = Diederichs Gelbe Reihe ; 118 : China
- 119 Sufi-Wege zum Selbst / Idries Shah = Diederichs Gelbe Reihe ; 119
- 120 Helena Petrowna Blavatsky: Theosophie und Geheimwissenschaft. Ausgewählte Werke. Köln, Eugen Diederichs Verlag, 1995. Diederichs Gelbe Reihe; 120: Weltkulturen
- 121 Von allem und vom Einen = Fīhī mā fīhī / Maulana Dschelaladdin Rumi. Aus dem Pers. und Arab. von Annemarie Schimmel. Kalligraph. Gestaltung Shams Anwari-Alhosseyni München : Diederichs 1995. Diederichs gelbe Reihe ; 121 : Islam
- 122 Hertzer, Dominique [Hrsg.]. Das Mawangdui-Yijing : Text und Deutung / Dominique Hertzer. Mit einem Vorw. von Wolfgang Bauer. – München : Diederichs, 1996. (Diederichs gelbe Reihe ; 122)
- 123 Reise nach Mekka : ein Deutscher lebt den Islam; Murad Wilfried Hofmann; Diederichs c1996 Diederichs gelbe Reihe 123
- 124 Andreas Gruschke (Hrsg.): Mythen und Legenden der Tibeter. Von Kriegern, Mönchen, Dämonen und dem Ursprung der Welt. Diederichs, München 1996, ISBN 3-424-01309-9 (Diederichs gelbe Reihe 124 Tibet).
- 125 Malidoma Patrice Somé: Vom Geist Afrikas. Das Leben eines afrikanischen Schamanen. München: Diederichs 1996. (=Diederichs gelbe Reihe ; 125 : Afrika)
- 126 Das alte und das neue Yijing : die Wandlungen des Buches der Wandlungen. Hertzer, Dominique
- 127 Weltkulturen Vom Frieden der Seele : ein Lesebuch mit Texten aus drei Jahrtausenden. Becher, Gerd. Diederichs gelbe Reihe ; 127
- 128 China: Leben mit dem I Ging – Erfahrungen aus Kunst, Therapie, Beruf und Alltag (1996) Moog, Hanna; Diederichs Gelbe Reihe ; 128
- 129 Die grossen Götter Indiens: Grundzüge von Hinduismus und Buddhismus; Hans Wolfgang Schumann; H. Hugendubel c2004 Diederichs gelbe Reihe
- 130 Weltkulturen Die fünf Weltreligionen : Hinduismus, Buddhismus, chinesischer Universismus, Christentum, Islam. Helmuth von Glasenapp. Diederichs gelbe Reihe; 130 :
- 131 Gerardo Reichel-Dolmatoff: Das schamanische Universum : Schamanismus, Bewußtsein und Ökologie in Südamerika. Hrsg. von Christian Rätsch und Daniela Baumgartner. – München : Diederichs, 1996. (Diederichs gelbe Reihe ; 131 : Indianer)
- 132 Zen-Geschichten: Begegnungen zwischen Schülern und Meistern; Thomas Cleary (Hrsg.); aus dem Englischen von Konrad Dietzfelbinger; Diederichs 1997 Deutsche Ausg. Diederichs gelbe Reihe 132. Japan
- 133 Krishnamurti. Leben und Werk. Gunturu Vanamali. Herausgeber: Michael Günther. Hugendubel 1997. Diederichs Gelbe Reihe; 133
- 134 Geister, Magier und Muslime. Dämonenwelt und Geisteraustreibung im Islam. Kornelius Hentschel. E. Diederichs, München 1997.
- 135 Mysterienschulen: vom alten Ägypten über das Urchristentum bis zu den Rosenkreuzern der Neuzeit / Konrad Dietzfelbinger. – München: Diederichs, 1997. Diederichs gelbe Reihe; 135
- 136 China Geburts-I-ging und Astrologie: Grundlagen, Beispiele und Anleitung zur Praxis. Dalvit, Matthias
- 137 Die heiligen Stätten der Tibeter: Mythen und Legenden von Kailash bis Shambhala. Andreas Gruschke. München Diederichs 1997. Diederichs gelbe Reihe, 137: Tibet
- 138 Yoga, der indische Erlösungsweg: das klassische System und seine Hintergründe. Diederichs gelbe Reihe; 138: Indien Friedrich, Elvira
- 139 Bierhorst, John: Die Mythologie der Indianer Nordamerikas. Aus dem Amerikanischen von Frederik Hetmann. München: Diederichs, 1997 (Diederichs Gelbe Reihe; 139; Indianer) Originaltitel: The mythology of North America.
- 140 Die Edda : Götterdichtung, Spruchweisheit und Heldengesänge der Germanen. Genzmer, Felix [Übers.]: übertr. von Felix Genzmer. Eingel. von Kurt Schier, Diederichs gelbe Reihe ; 140: Europa München: Diederichs, 1997
- 141 Das Wesen spiritueller Erkenntnis DG 141 Marc Jongen 1998, Eugen Diederichs Verlag,
- 142 Jyotishman Dam: Shiva-Yoga: Indiens großer Yogi Gorakshanatha. München: Diederichs Gelbe Reihe 142 (1998)
- 143 Indianische Legenden aus Nordamerika / Ella Elizabeth Clark – Köln : Diederichs, 1998. – 312 S. (Diederichs gelbe Reihe. 143. Indianer)
- 144 Jakob Böhme / Gerhard Wehr (Hrsg.): Im Zeichen der Lilie: aus den Werken des christlichen Mystikers. – Neuausg. – München: Diederichs, 1998 (Diederichs gelbe Reihe; 144: Deutsche Mystik).
- 145 Johannes Keplers Weltharmonik: der Mensch im Geflecht von Musik, Mathematik und Astronomie; Rudolf Haase; Eugen Diederichs Verlag 1998 Diederichs gelbe Reihe 145 : Weltkulturen
- 146 Heilige Hochzeit: Symbol und Erfahrung menschlicher Reifung. Diederichs gelbe Reihe ; 146: Weltkulturen; von Wehr, Gerhard; München: Diederichs, 1998.
- 147 Borsboom, Ad: Mythen und Spiritualität der Aborigines. Aus dem Niederländischen von Clemens Wilhelm, Diederichs gelbe Reihe; 147. Deutsche Erstausgabe. München : Diederichs, 1998
- 148 John Matthews: Keltischer Schamanismus : Rituale, Symbole, Traditionen / John Matthews. Aus dem Engl. von Götz Ferdinand Kreibl. Hrsg. von Günther Michael. – München: Diederichs, 1998. Diederichs gelbe Reihe; 148: Europa.
- 149 Johannes Hartlieb: Das Buch der verbotenen Künste. Aberglauben und Zauberei des Mittelalters. Aus dem Mittelhochdeutschen übersetzt kommentiert und mit einem Glossar versehen von Falk Eisermann und Eckhard Graf. Mit einer Einleitung und einem Anhang von Christian Rätsch. Erweiterte Neuausgabe. Diederichs, München 1998, ISBN 3-424-01424-9, (Diederichs gelbe Reihe 149 Europa).
- 150 Gerd Heinz-Mohr: Lexikon der Symbole: Bilder und Zeichen der christlichen Kunst. Diederichs gelbe Reihe; 150: Christentum. München: Diederichs, 1998. Neuausg.
- 151 Martina Darga: Das alchemistische Buch von innerem Wesen und Lebensenergie : Xingming guizhi; übersetzt, erläutert und mit einer Einführung versehen von Martina Darga – München: Diederichs, 1999 (Diederichs Gelbe Reihe ; 151: China)
- 152 Mahatma Gandhi. Leben und Werk. Diederichs gelbe Reihe 152 Indien. von Gunturu, Vanamali. München: Diederichs, 1999.
- 153 Meister Eckhart / Wehr, Gerhard (Hrsg.): Diederichs gelbe Reihe ; 153 : Deutsche Mystik Mystische Traktate und Predigten. München: Diederichs 1999
- 154 Spiegel des Bewußtseins : Essenz des tibetischen Buddhismus. Chögyal Namkhai Norbu. Hrsg. von Gerd R. Manusch und Jakob Winkler, Diederichs gelbe Reihe; 154 : Tibet Diederichs. Kreuzlingen; München: Hugendubel, 1999.
- 155 Die Weisheit Asiens: das Lesebuch aus China, Japan, Tibet, Indien und dem Vorderen Orient; ausgewählt und zusammengestellt von Michael Günther; Diederichs c1999 Sonderausg. Diederichs gelbe Reihe Bd. 155
- 156 Buddhistische Sutras : das Leben des Buddha in Quellentexten; Claudia Weber; Diederichs c1999 Diederichs gelbe Reihe DG 156
- 157 Paramahansa Yogananda: Die spirituelle Lehre der Rubaijat von Omar Chajjam. München: Diederichs 1999.
- 158 Die Macht der weißen Magie: Glück und Beistand durch die Zauberkraft der Psyche / Matthias Mala. – Kreuzlingen ; München: Hugendubel, 1999. – Diederichs gelbe Reihe; 158: Weltkulturen
- 159 Hariharananda, Paramahansa; Kriya Yoga; Diederichs Gelbe Reihe; August 2004
- 160 Beelzebubs Erzählungen für seinen Enkel – Eine objektiv unparteiische Kritik des Lebens des Menschen. – (Band 1–3) Erste Serie des Gesamtwerkes „All und Alles“, Diederichs gelbe Reihe, 160 Georges I. Gurdjieff, München: Hugendubel, 2000.
- 161 Karma und Wiedergeburt im indischen Denken; Wilhelm Halbfass; Heinrich Hugendubel 2000 Diederichs gelbe Reihe 161 Indien.
- 162 Die Kraft des Rituals: afrikanische Traditionen für die westliche Welt; Malidoma Patrice Somé; Kreuzlingen ; München : Hugendubel, 2000; Diederichs; Diederichs gelbe Reihe, 162.
- 163 Perry Schmidt-Leukel (Hrsg.): Die Religionen und das Essen (= Diederichs gelbe Reihe, Band 163), Kreuzlingen, München 2000
- 164 Hinduismus: die große Religion Indiens. Diederichs Gelbe Reihe : Indien, 164. Gunturu, Vanamali, 2000.
- 165 Alchemie; Helmut Gebelein; Hugendubel 2000 Diederichs gelbe Reihe 165.
- 166 Schamanismus und Traum: Susanne Elsensohn: Diederichs gelbe Reihe; 166: Weltkulturen Diederichs; München: Hugendubel: 2000.
- 167 Chakras: die klassischen Grundlagen und die Praxis der Energieumwandlung. Harish Johari; Kreuzlingen; München: Hugendubel, 2001.
- 168 Idries Shah: Die Karawane der Träume. Lehren und Legenden aus dem Orient. Diederichs, 2001.
- 169 Großvater erzähl mir wie die Welt begann, Mythen der Indianer, Diederichs gelbe Reihe 169; Gerald Hausman; München Hugendubel 1993
- 170 Die fünf Weltreligionen. Helmuth von Glasenapp; Diederichs gelbe Reihe ; 170 : Weltkulturen Diederichs; Kreuzlingen; München: Hugendubel, 2001.
- 171 Das Totenbuch der Tibeter / hrsg. von Francesca Fremantle und Chögyam Trungpa. Übers. von Stephan Schuhmacher. Kreuzlingen ; München : Hugendubel 2002.
- 172 Richard Wilhelm (übers.): Dschuang Dsi. Das wahre Buch vom südlichen Blütenland. München (Diederichs Gelbe Reihe 172) 1969, ISBN 3-89631-421-1 (Orig. 1912).
- 173 Muslimische Heilige und Mystiker; Farīd al-Dīn ʻAṭṭār; Hadayatullah Hübsch; Kreuzlingen : Heinrich Hugendubel, ©2002. Diederichs Gelbe Reihe, 173.
- 174 Yin und Yang: das kosmische Grundmuster in der Kultur Chinas. Frank Fiedeler: Diederichs gelbe Reihe; 174: Kreuzlingen; München: Hugendubel 2003.
- (175 ?) Der Koran (Diederichs Gelbe Reihe) Murad Wilfried Hofmann (Herausgeber), Max Henning (Übersetzer) 2003.
- (?) Khalil Gibran und Halil Cibran: Der Prophet (Diederichs Gelbe Reihe) Diederichs, 2005.
- (?) Desmond Tutu [Hrsg.] Meine afrikanischen Gebete. Hugendubel Kreuzlingen; München 2005.

### Magnumformat
- Magnum 1: Shen Kuo: Pinsel – Unterhaltungen am Traumbach. Das gesamte Wissen des Alten China, 1997.
- Magnum 2: Christian Rätsch: Die Steine der Schamanen. Kristalle, Fossilien und die Landschaften des Bewusstseins, 1997.
- Magnum 3: Marko Pogačnik: Geheimnis Venedig. Modell einer vollkommenen Stadt. Mit Fotos von Bojan Brecelj und Zeichnungen des Autors, 1997.
- Magnum 4: Marko Pogačnik: Die Landschaft der Göttin. Heilungsprojekte in bedrohten Regionen Europas, 1997.
- Magnum 5: Clark Heinrich: Die Magie der Pilze. Psychoaktive Pflanzen in Mythos, Alchemie und Religion, 1998.
- Magnum 6: Petra van Cronenburg: Geheimnis Odilienberg. Eine Reise durch heilige Räume und Zeiten, 1998.
- Magnum 7: Alain Daniélou: Der Phallus – Metapher des Lebens, Quelle des Glücks. Symbole und Riten in Geschichte und Kunst, 1998.
- Magnum 8: Franz-Theo Gottwald / Christian Rätsch: Schamanische Wissenschaften – Ökologie, Naturwissenschaft und Kunst, 1998.